# Séisme de 2021 en Haïti
Le séisme de 2021 en Haïti est un tremblement de terre d’une magnitude de 7,2 survenu le 14 août 2021 dans la commune de Petit-Trou-de-Nippes (Nippes), dans la péninsule de Tiburon, à environ 150 km à l'ouest de la capitale, Port-au-Prince.

## Contexte
Le pays a été frappé en 2010 par un séisme très meurtrier (environ 230 000 morts), dont les habitants ont toujours le souvenir douloureux.

## Déroulement
Le séisme a lieu le 14 août 2021 à 8 h 30 heure locale et est suivi de nombreuses répliques.
Il est causé par un déplacement de la faille « Enriquillo-Plaintain garden » qui traverse l'île d'ouest en est, et qui avait déjà causé le séisme de 2010.
Une alerte au tsunami déclenchée peu de temps après le séisme est rapidement levée. De plus, la tempête tropicale Grace dans les Petites Antilles au moment du séisme menace l'île.

## Conséquences

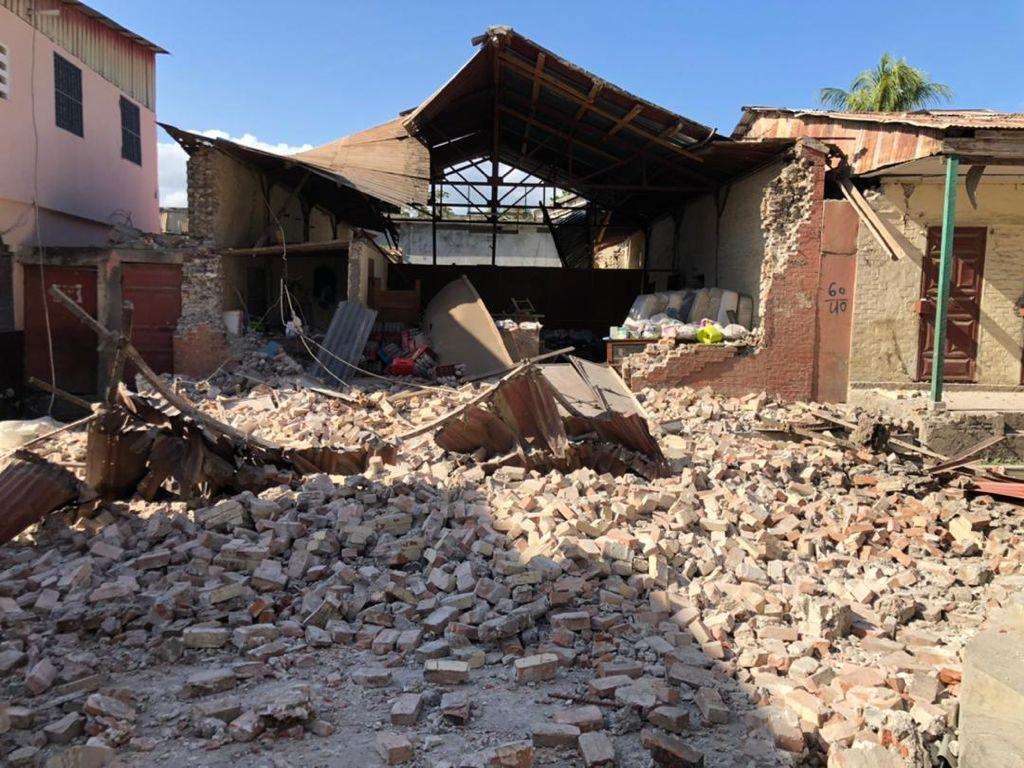
Bâtiments détruits lors du séisme.

Le 15 août 2021, un bilan provisoire fait état de la mort d'au moins 1 300 personnes, de plus de 5 700 blessés. Au 20 août, il atteint 2 189 morts, 12 268 blessés et 344 personnes disparues. Le 7 septembre, il atteint 2 248 morts, 329 personnes disparues et 12 763 blessés.
La Protection civile a signalé lors du bilan provisoire du 19 août que 1 832 décès ont été enregistrés dans le département du Sud, 218 dans la Grand'Anse et 137 dans les Nippes, et deux autres dans le Nord-Ouest.
Les dégâts sur le réseau routier compliquent l’arrivée des secours, mais ceux-ci sont mieux organisés que lors des séismes précédent grâce à l’installation de centres d’urgences départementaux. Néanmoins, le pays manque de personnel médical, ce qui a alourdi le nombre de victimes.
De nombreux dégâts matériels sont également constatés, notamment à Jérémie où le toit de la cathédrale s’est effondré,. Un rapport le 15 août de l’agence caribéenne de gestion d’urgence des catastrophes (Caribbean Disaster Emergency Management Agency, CDEMA) mentionne la destruction de 7 369 maisons et des dommages sur 4 852 autres ainsi que la coupure par un glissement de terrain de l’autoroute n°7 reliant Les Cayes et Jérémie,.
Au 20 août, le bilan matériel est de près de 53 000 maisons détruites et plus de 77 000 autres sont endommagées.

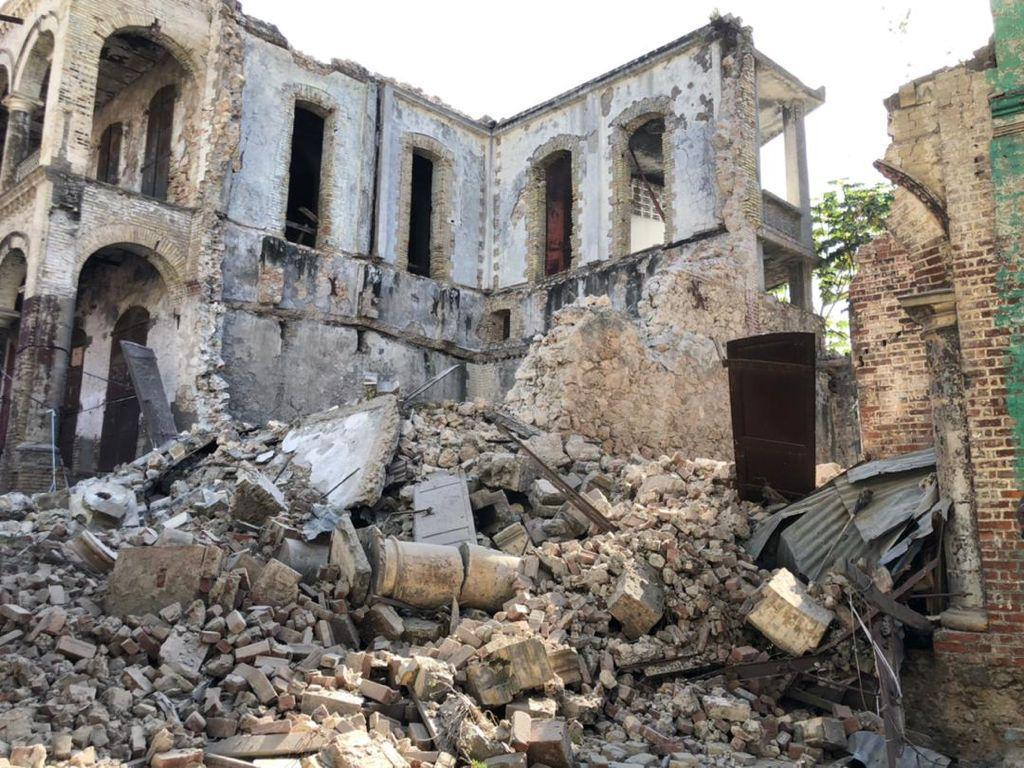
Destruction due au séisme.

Le Centre de coordination de la réaction d'urgence indique le 15 août que le gouvernement haïtien, notamment à la suite d’un vol de reconnaissance réalisé par le Premier ministre à bord un appareil du bureau de la coordination des affaires humanitaires de l’Organisation des Nations unies, n’a pas l’intention de demander d’équipes de recherche et sauvetage en milieu urbain tandis que la Fédération internationale des Sociétés de la Croix-Rouge et du Croissant-Rouge débloque 1 million de Francs suisses de son Disaster Relief Emergency Fund . D’après RFI, plusieurs États américains ont proposé leur assistance. Les brigades médicales cubaines présentes à Haïti avant le séisme, avec une soixantaine de soignants, interviennent dans les villes de L’Asile, Jérémie, Corail et Aquin tandis que les États-Unis ont promis leur assistance à travers l'agence américaine d'aide internationale (USAID).
Les services de secours haïtiens font état de quelque 600 000 personnes directement affectées et nécessitant une « assistance humanitaire immédiate »,. Le Premier ministre Ariel henry décrète l'état d'urgence pour un mois dans les quatre départements affectés par la catastrophe.

## Enregistrement
En 2019, un premier projet de science sismo-citoyenne est mis en place en Haïti, avec la collaboration d'acteurs locaux tel que l'Université d'Etat de Haïti . L’objectif de ce dernier est d’installer des sismomètres "Raspberry Shake" peu couteux chez des citoyens haïtiens volontaires. Le projet se décompose en deux intérêts essentiels : compléter le réseau sismique en récoltant des données sur les séismes locaux et évaluer l’effet de ces sismomètres sur la perception du risque et l’intérêt scientifique que peut susciter ce phénomène pour le citoyen hébergeur et sa communauté. Cette démarche a permis d'enregistrer le séisme du 14 août 2021 et ses répliques dans la péninsule de Tiburon. Renouvelé en 2022, et financé par l'Agence Nationale de la recherche, le projet prend le nom d'OSMOSE. OSMOSE vise à déterminer si, et comment, la diffusion des connaissances sur les tremblements de terre, en plaçant les citoyens et les communautés au cœur du mécanisme de production de l'information scientifique, peut améliorer la prise de conscience des risques et promouvoir les initiatives de protection à la base.

## Aide humanitaire
Afin d’éviter des problèmes d’organisation de l’aide humanitaire identiques à ceux de 2010, notamment des doublons ou la fourniture d’éléments non nécessaires, la Direction centrale de la protection civile (DCPC) haïtienne a demandé le 20 août que l’ensemble des organisations déclarent leurs projets d’assistance. Afin d’éviter la création de grands camps de sinistrés, la DCPC demande la livraison de matériaux de construction plutôt que de tentes.
Le 18 août, des manifestations ont lieu pour critiquer la lenteur de déploiement des secours.
L’US Navy a déployé le navire d’assaut amphibie USS Arlington transportant un contingent de marines, deux Sikorsky SH-60 Seahawk et de l’aide humanitaire tandis que l’USNS Burlington (en) doit suivre. Dans le même temps, l’US Coast Guard a déployé plusieurs navires et deux avions (un HC-130H Hercules et un HC-144 Ocean Sentry) tandis que des hélicoptères de l’US Air Force et de l’US Army basés au Honduras (trois UH-60 Black Hawk, trois CH-47 Chinook, deux HH-60 Pave Hawk) ont été transférés. Soixante-cinq personnels spécialisés en recherche et sauvetage urbain ont été déployés par l’USAID.
La France a quant à elle envoyé la frégate de surveillance Germinal avec un détachement de 25 marsouins du 33e régiment d'infanterie de marine, un Panther et 70 tonnes de fret.
L’Union européenne, outre un financement de 3 millions d’euros, a envoyé, via son mécanisme de protection civile, une équipe de 12 experts (dont un officier de l’UIISC 1) et deux officiers de liaisons du centre de coordination de la réaction d'urgence dirigée par le contrôleur général Maestracci, directeur du service départemental d’incendie et de secours de Seine-et-Marne,.
| Fonction                                 | Nationalité                  | Fonction              | Nationalité        |
| ---------------------------------------- | ---------------------------- | --------------------- | ------------------ |
| Chef d’équipe                            | France                       | Chef d’équipe adjoint | République tchèque |
| Experts en gestion de l’information      | Allemagne République tchèque | Experts en santé      | Espagne, Italie    |
| Expert en opérations                     | France                       | Expert en logistique  | Espagne            |
| Expert en sécurité                       | Espagne                      | Ingénieurs structures | Espagne            |
| Expert en eau, assainissement et hygiène | Espagne                      |                       |                    |

La Suède, via sa Swedish Civil Contingencies Agency (en), envoie quant à elle une équipe technique d’assistance et d’appui ainsi que des tentes tandis que la France doit envoyer un module de purification d’eau, de même pour l’Espagne qui doit également fournir médicaments, équipements médicaux, bâches et kits de cuisines,. Le 22 août, 40 sapeurs-sauveteurs de l’UIISC 1 partent pour Haïti avec le module de purification d’eau qui doit permettre de fournir 225 000 litres par jour. Le service de cartographie d’urgence Copernicus a été activé,. Le Luxembourg a fourni, avec deux pompiers experts, un module de communication d’urgence composé de trois systèmes de communication par satellite « emergency.lu » tandis que la Norvège a envoyé une équipe médicale d’urgence et que les Pays-Bas ont envoyé un navire militaire pour assurer des évacuations médicales.
Plusieurs États d’Amérique latine ont apporté leur soutien : la République dominicaine, le Venezuela, le Chili (16 tonnes d'aide envoyées le 16 août), la Colombie, le Mexique.
Un partenariat Français de 3 ONG sapeurs-pompiers (AAIP, PUI et PMH) interviennent durant 12 jours dans la région des Cayes, au sein de l'arrondissement de Dory (12 000 habitants). Ils produisent plus de 10 m3 d’eau potable, réalisent plus de 900 consultations et sauvent, lors d'un accouchement, une maman et son bébé d'une mort certaine.